# Buzoești
Buzoești est une commune roumaine située dans le județ d'Argeș.